# جرانژنگا (استان لوبلین)
جرانژنگا (به لهستانی:  Dzierążnia) یک روستا در لهستان است که در گمینا کرنگتسه واقع شده‌است. جرانژنگا ۴۳۰ نفر جمعیت دارد.